# Jonas Falk (rånare)
Jonas Johansson Falk, född 4 mars 1828 i Karshults soldattorp i Habo socken i Skaraborgs län, död 21 november 1855, var en svensk rånmördare. Tillsammans med sin styvfar Anders Frid rånade Falk postdiligensen vid Tunarp, Sandhems socken, den 22 augusti 1854. På postdiligensen befann sig postiljonen A. M. Nilssén och drängen Sven Larsson. Nilssén avled av sina skador på lasarettet i Jönköping den 8 september 1854.
Rånarna infångades senare i Stockholm och dömdes till döden vid ting i Slättäng. Frid benådades till livstids straffarbete, medan Falk efter en tid på Länsfängelset i Mariestad avrättades på Svedmon i Hökensås. Hans grav i närheten av avrättningsplatsen är känd som Falks grav och sägs sommartid ständigt ha nya blommor.
Han var son till soldaten Johan Magnus Falk och Lena Nilsdotter.